# 張利民 (明朝)
張利民（？—？），字能因，號田中，福建福州府侯官县人。

## 生平
天啓元年（1621年）辛酉科福建乡试举人，崇祯十三年（1640年）庚辰科進士，吏部观政，官桐城县知县，流寇蹂躏楚皖，隣封不守，利民誓死率民兵登陴拒守，有援将廖应登被贼擒，随以所部兵导贼攻城，木牛、云梯毕具，利民造内城数十丈，并浚深沟，贼屡攻不得入，桐邑得完。寻解组归，隐居田中，白号田中居士。
按《福建通志》：“陈氏，候官进士张利民母。幼耽书史，能为五七言诗。年二十夫亡。氏哀毁逾礼，课子严甚。尝为《闻雷诗》云：‘空中霹雳闻天语，夫在山头知不知。幼子未能传古事，王裒抱冢亦人儿。’年三十三，哀毁而死。著有《茹蘗录》一卷。后利民自疏其母节于朝，赠旌。”